# NGC 43

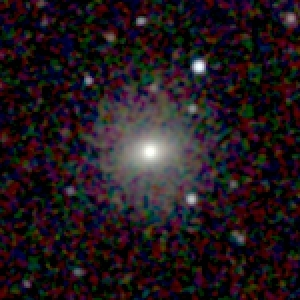
NGC 43

NGC 43是仙女座的一個透镜状星系。星等為12.7，赤經為13分0.9秒，赤緯為+30°54'56"。在1827年11月11日首次被約翰·弗里德里希·威廉·赫歇爾發現。